# Агент пинк

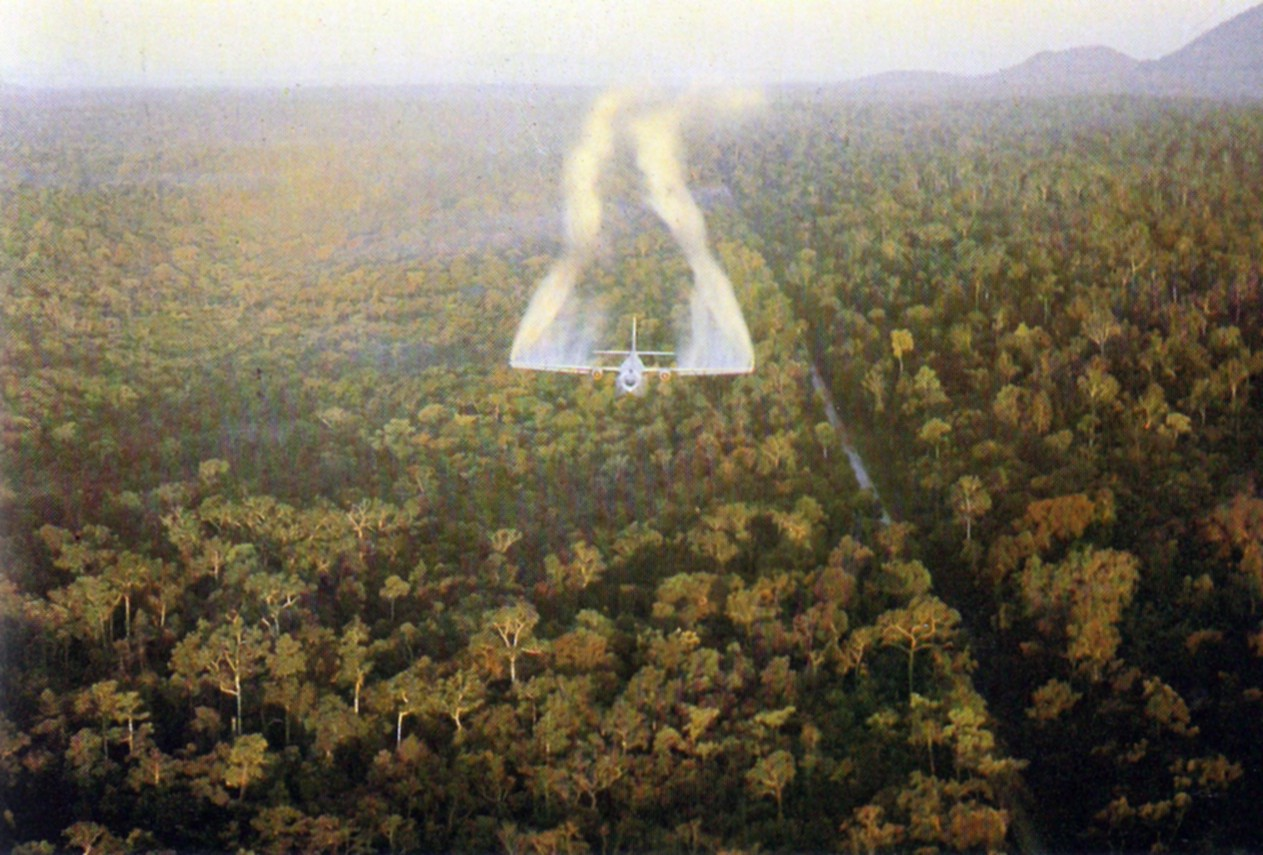
Операция Ranch Hand, распыление дефолианта, 1962 год

Агент пинк, «эйджент пинк» (англ. Agent Pink, розовый реагент) — кодовое название для гербицида и дефолианта, который американские военные использовали во время экологической войны против Вьетнама. Название происходит от розовой полосы на бочках, в которых хранился этот препарат. Во многом вдохновленный использованием гербицидов и дефолиантов во время британской войны в Малайе, он был одним из радужных гербицидов, к которым также относится печально известный «агент оранж». Агент пинк использовался только в начале испытательных этапов программы распыления гербицидов, до 1964 года. Производителями химиката по заказу Министерства обороны США выступали компании «Доу Кемикэл» и «Юнион Карбайд».
Единственный активный ингредиент агента грин — 2,4,5-трихлорфеноксиуксусная кислота (2,4,5-Т), один из распространенных фенокси-гербицидов той эпохи. Смесь содержала около 60 %-40 % этого активного вещества. Ещё до начала операции Ranch Hand (1962—1971) было известно что в качестве побочного продукта синтеза 2,4,5-Т образуется 2,3,7,8-тетрахлордибензодиоксин (ТХДД), который присутствовал в любой из смесей, содержавших этот гербицид.
В статье 2003 года в Nature, Стеллман и соавт., повторно подсчитали среднее содержание ТХДД в агенте оранж, повысив это число с 3 частей на миллион (данные ВВС США) до 13 частей на миллион. Также было подсчитано, что в агенте пинк в среднем может содержаться 65,5 частей на миллион ТХДД. Согласно документам объёмы распылённых агентов пинк и пурпур составили 50 312 л.